# Lac d'Hourtin et de Carcans
Le lac d'Hourtin et de Carcans est le plus septentrional des grands lacs landais et le plus grand lac naturel d'eau douce entièrement situé en France. Les habitants de la commune d'Hourtin, au nord, l'appellent le lac d'Hourtin, et les habitants de la commune de Carcans, au sud, l'appellent le lac de Carcans.  

## Géographie
Le lac s'étend du nord au sud, parallèlement à la côte de l'océan Atlantique, sur une longueur maximale de 18 km pour une largeur maximale de 5 km, et fait partie des grands lacs landais.
C'est le plus grand lac naturel d'eau douce entièrement situé en France avec une superficie de 5 667 hectares, égale en toutes saisons. 
Ses rives dunaires ont été fixées par des plantations de pins au cours du XIXe siècle. 
Il communique avec l'étang de Lacanau par le canal des Étangs. 

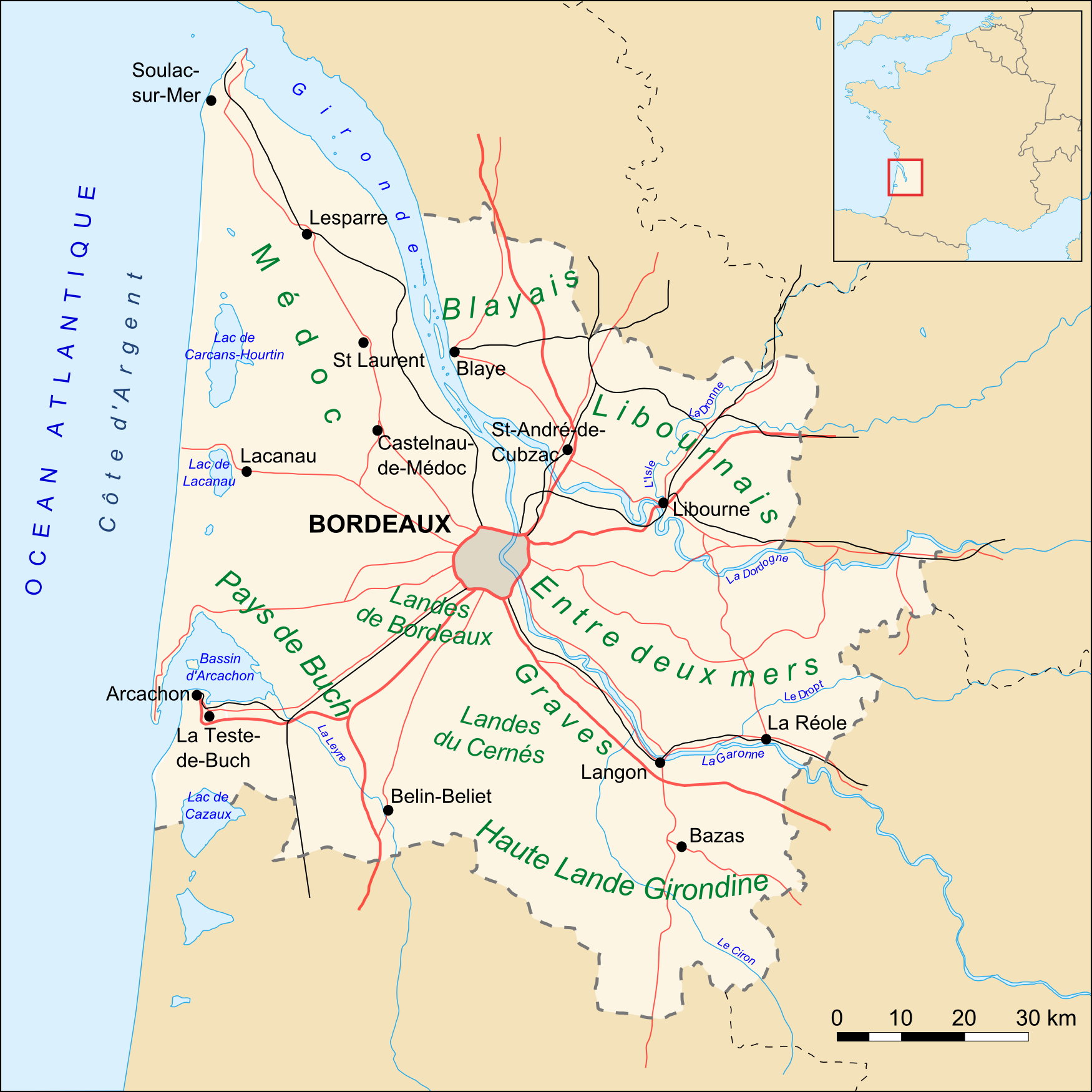
Carte de la Gironde avec le lac en haut à gauche.
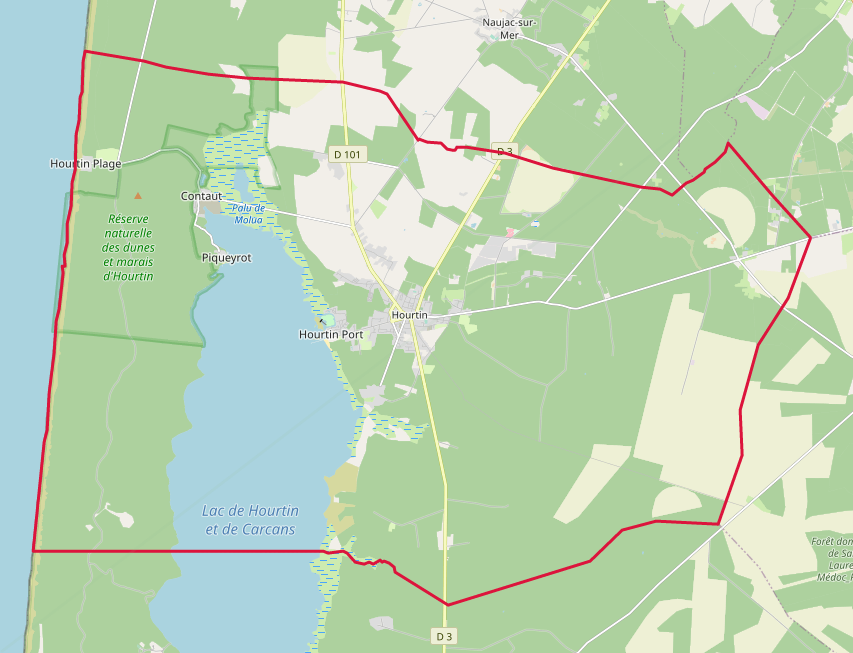
Partie septentrionale du lac à Hourtin.
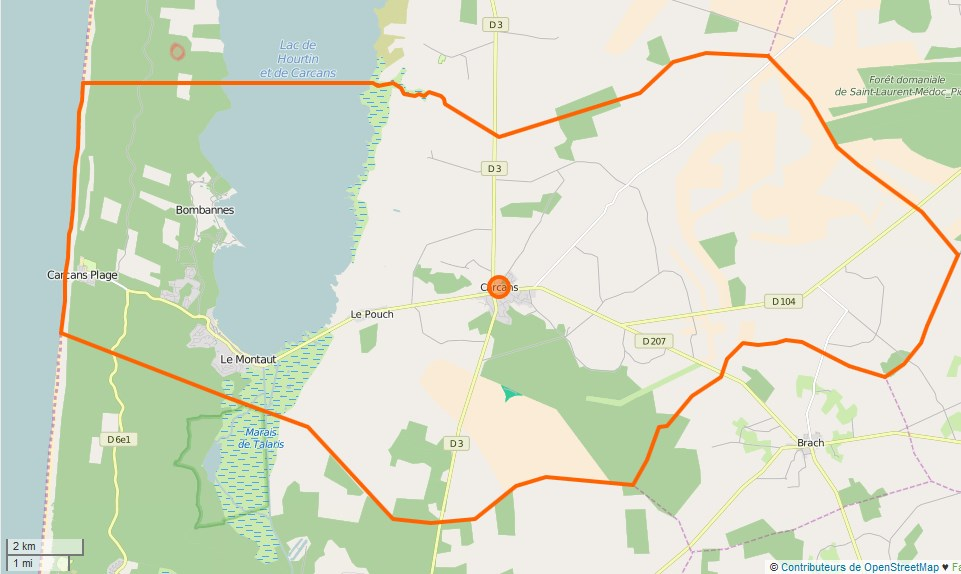
Partie méridionale du lac à Carcans.

## Protection
Le lac d'Hourtin-Carcans fait partie du site inscrit des Étangs girondins depuis 1967 et son plan d'eau et quelques rives sont en site classé depuis 1968 et 1983. 
Une partie du site est protégée par la réserve naturelle nationale des dunes et marais d'Hourtin d’une superficie de 2 150 ha, classée  le 15 décembre 2009 et gérée par l'ONF agence Landes Nord Aquitaine.

## Historique
Au « Contaut », à l'extrémité nord du lac, une importante base d'hydravions a été installée en 1917 par les Américains. Cette base est devenue, par la suite, un centre d'incorporation de la Marine nationale. Il pouvait accueillir 1 800 marins apprentis par mois et recensait 600 cadres permanents sur environ 27 hectares et 70 000 mètres carrés de bâti. La base militaire a fermé ses portes en juin 2000 à la suite de la suspension du service militaire par Jacques Chirac. Le projet de reconversion touristique du site n'a jamais abouti et le CFM reste à l'abandon malgré le rachat du site par un promoteur belge.
Des scènes du film Thérèse Desqueyroux réalisé par Claude Miller sont tournées sur les bords du lac.

## Galerie

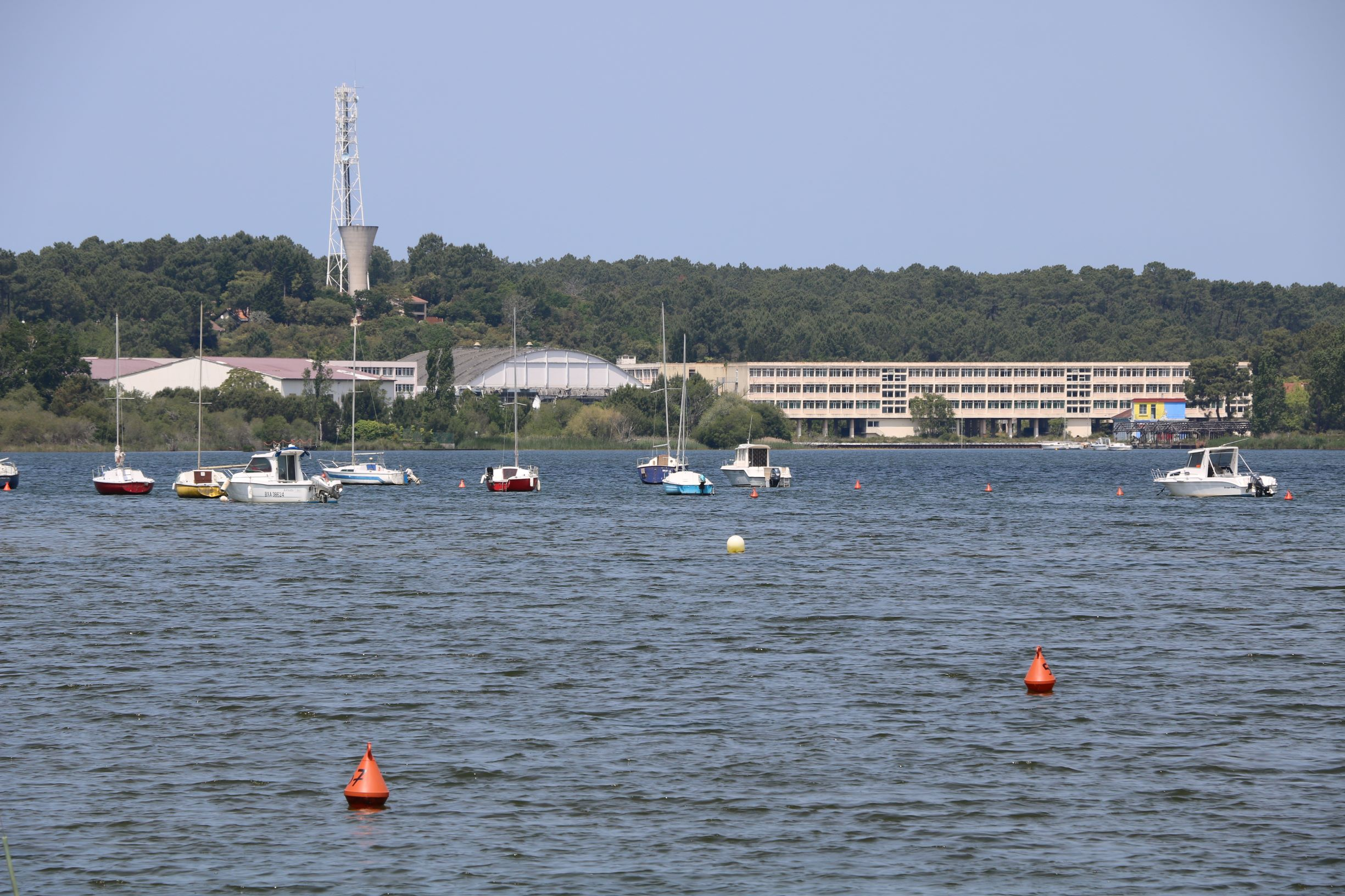
L'ancien Centre de Formation Maritime (CFM) sur la rive septentrionale à Contaut.
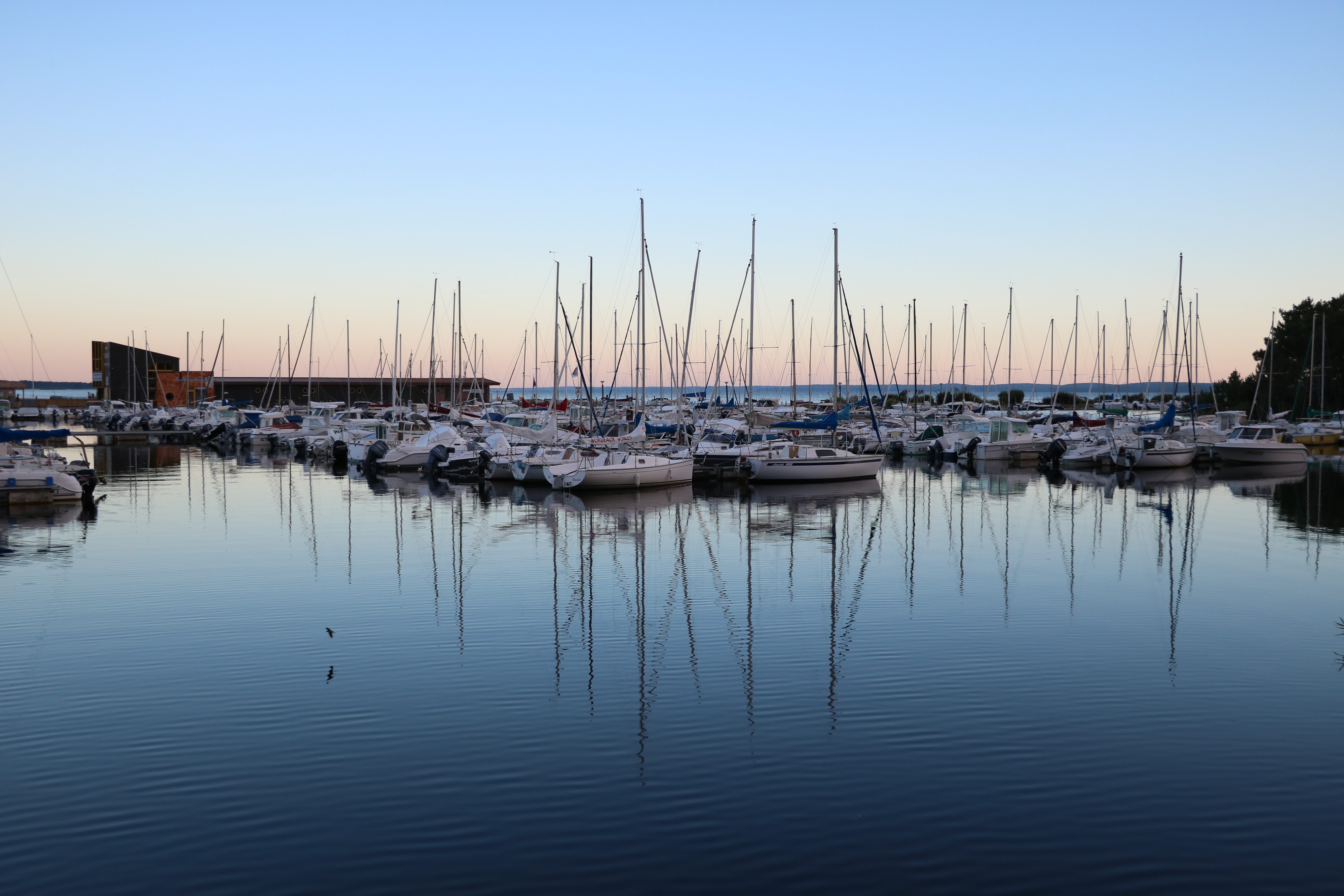
Le port de plaisance « Serge Reigniez » sur la rive orientale à Hourtin.
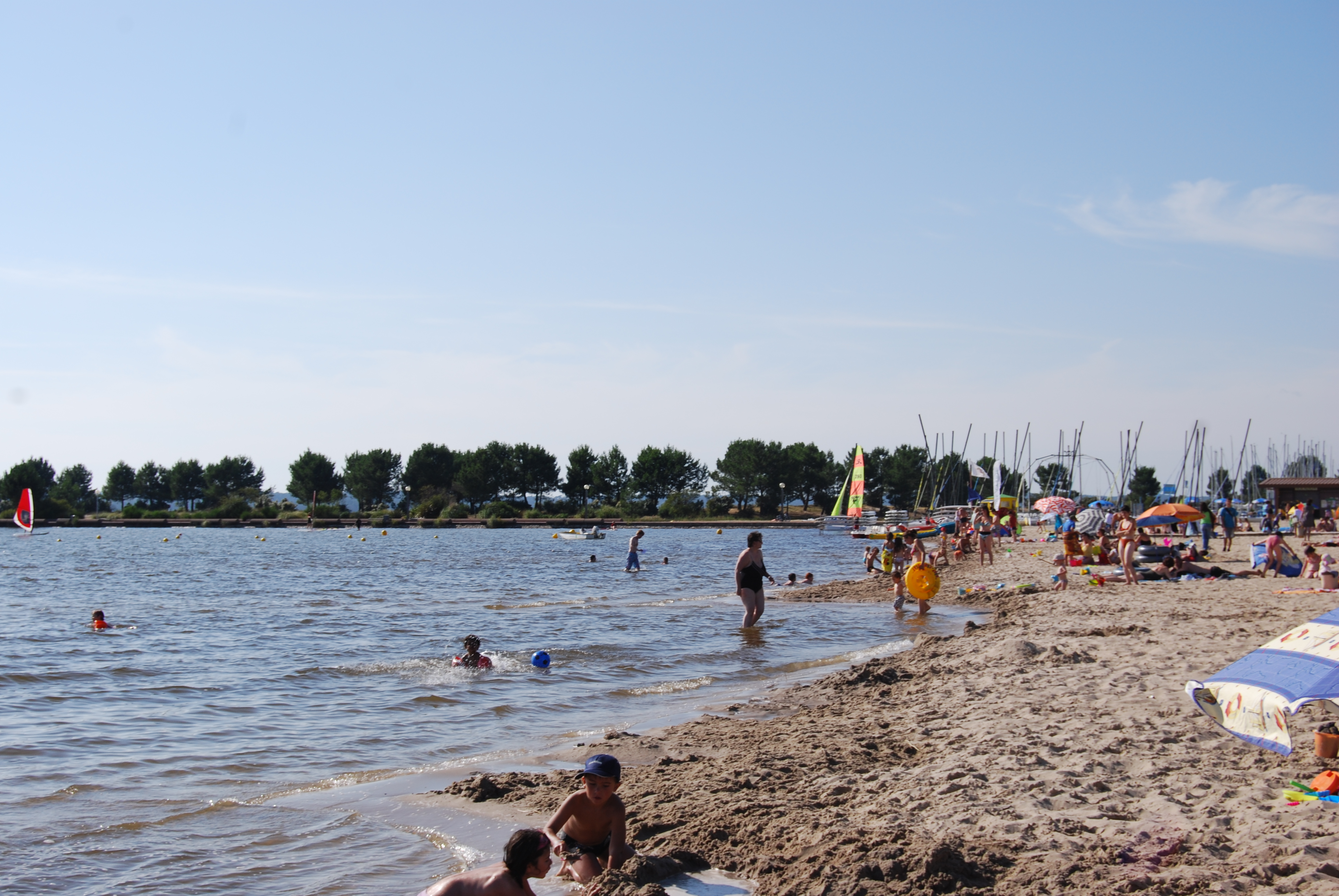
Hourtin-Port sur la rive orientale.
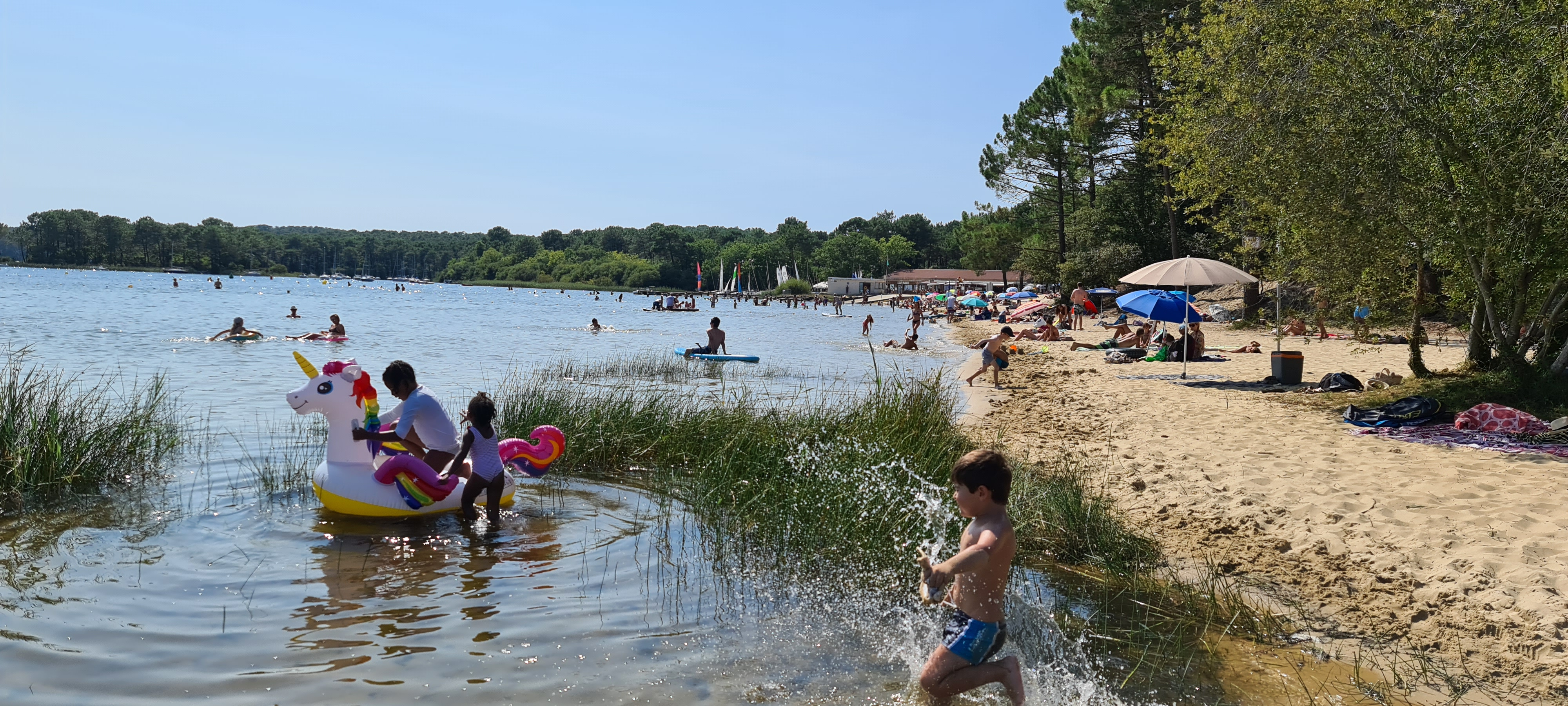
Piqueyrot sur la rive occidentale à Hourtin.
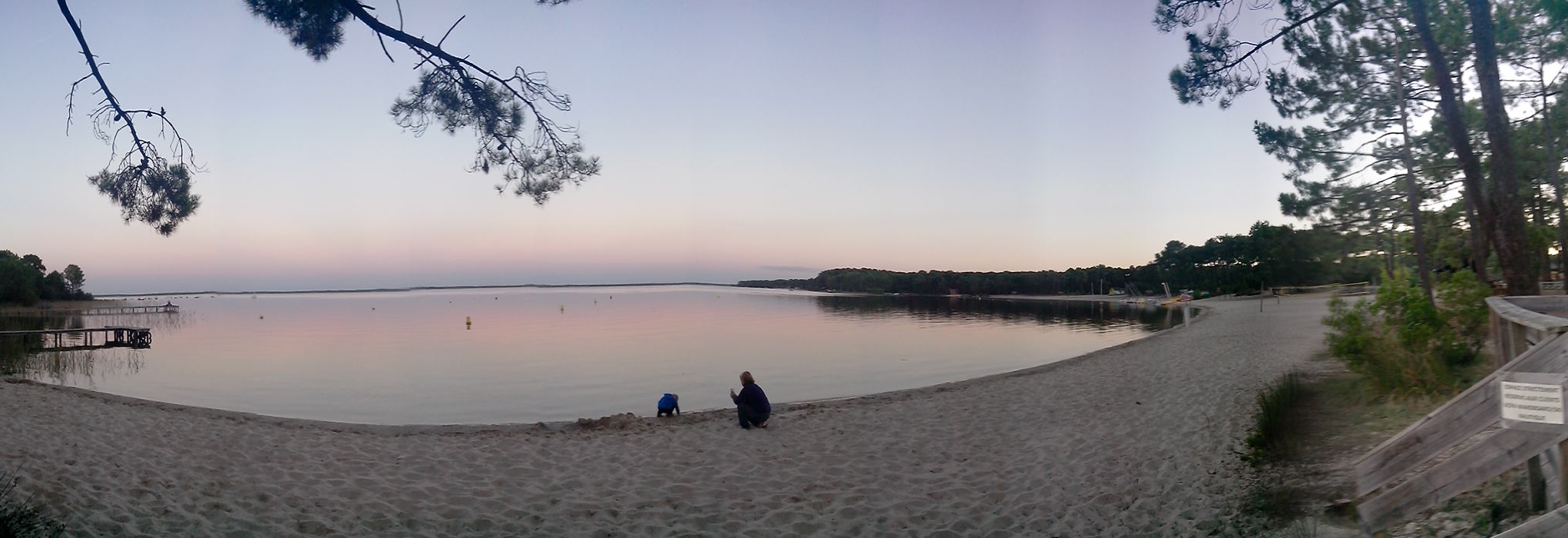
Maubuisson sur la rive méridionale à Carcans.